# Bianka Blume

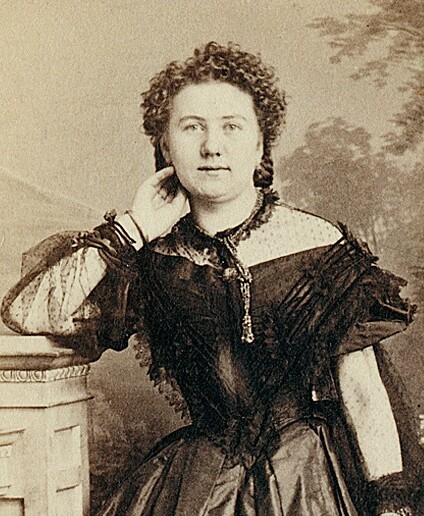
Bianka Blume um 1865

Bianka Blume, häufig auch Bianca, geborene Bianka George, adoptierte Bianka Sauter oder auch Bianka Santer (* 4. Mai 1843 in Reichenbach, Landkreis Reichenbach (Eulengebirge), Provinz Schlesien; † Dezember 1896 in Buenos Aires, Argentinien) war eine deutsche Opernsängerin (Sopran).

## Leben
Sie war die Tochter des Reichenbacher Buch- und Musikalienhändlers George, verlor ihre Eltern früh und wurde vom Steindruckereibesitzer Sauter in Breslau adoptiert. Schon als Mädchen von 14 Jahren nahm sie beim Breslauer Chordirektor Julius Hirschberg privaten Gesangsunterricht und bereits mit 15 Jahren begann sie in Konzerten aufzutreten. Im Jahr 1859 bewies sie ihr großes Talent und ihrer musikalischen Begabung, als sie für die plötzlich erkrankte Künstlerin Emma Mampe-Babnigg das Sopransolo der Aufführung von Haydns Die Schöpfung übernahm.
1861 begann sie ihre Karriere an der Oper in Breslau als „Alice“ in Robert le diable von Giacomo Meyerbeer. Im Juli 1862 trat sie zum ersten Mal als „Agathe“ und „Anna“ in Die weiße Dame von François-Adrien Boieldieu dort auf. Anschließend war sie in Magdeburg engagiert. Von 1863 bis 1886 war sie an der Berliner Hofbühne. Dort nahm sie auch weiteren Unterricht bei Adele Peroni-Glasbrenner. 1866 ging sie an das Dresdner Hoftheater, kehrte jedoch 1867 wieder nach Berlin zurück. Ein Engagement am Mannheimer Hoftheater folgte.
1873 unternahm sie mit dem Tenors Enrico Tamberlik eine Südamerika-Tournee und ab 1875 ging sie nur noch auf Gastspielreisen.
Am 25. Mai 1866 heiratete sie den Gesangslehrer Alfred Blume und trat unter dem Namen Bianka Blume-Sauter auf. Das Paar hatte die Tochter Viola Alice Blume, ab 1881/82 die Muse des Dramatikers und Lyrikers Carl Caro, Wien.